# Lisa Langlois
Lisa Langlois (* 15. März 1959 in North Bay, Ontario) ist eine kanadische Schauspielerin.

## Leben und Leistungen
Langlois belegte im Jahr 1974 den zweiten Platz im Wettbewerb Miss Teen Canada Pageant. Die Schauspielerin debütierte im Jahr 1975 in der kanadischen Mystery-Fernsehserie Sidestreet. Im Thriller Blutsverwandte (1978) von Claude Chabrol spielte sie an der Seite von Donald Sutherland eine der größeren Rollen. Im gleichen Jahr war sie an der Seite von Isabelle Huppert im Thriller Violette Nozière zu sehen, bei dem ebenfalls Chabrol Regie führte.
Im Thriller Die Klasse von 1984 (1982) spielte Langlois neben Roddy McDowall und Michael J. Fox. Sie zog nach Los Angeles und übernahm größere Rollen unter anderen in der Komödie Joy of Sex (1984) sowie – an der Seite von Michael O’Keefe, Rebecca De Mornay und Randy Quaid – in der Komödie Die Frau des Profis aus dem Jahr 1985. Im SF-Horrorfilm Das Nest – Brutstätte des Grauens (1988) trat sie in einer der Hauptrollen auf, ähnlich im Independent-Thriller Mindfield (1989), in dem sie neben Michael Ironside und Christopher Plummer zu sehen war. Seit dem Anfang der 1990er Jahre, in den sie nach Kanada zurückkehrte, spielt sie vermehrt in einzelnen Folgen der Fernsehserien und in Fernsehfilmen wie Fire Serpent (2007) und Framed for Murder (2007).
Langlois heiratete im Jahr 1994 den kanadischen Schauspieler Robert Ulrich, von dem sie inzwischen geschieden ist. Sie hat ein Kind.

## Filmografie (Auswahl)
- 1978: Blutsverwandte (Les Liens de sang)
- 1978: Violette Nozière
- 1980: Klondike Fever
- 1980: It Rained All Night the Day I Left
- 1980: Phobia – Labyrinth der Angst (Phobia)
- 1981: Ab in die Ewigkeit (Happy Birthday to Me)
- 1982: Die Klasse von 1984 (Class of 1984)
- 1982: Night Eyes (Deadly Eyes)
- 1983: Hochzeit mit Hindernissen (The Man Who Wasn’t There)
- 1984: Joy of Sex
- 1985: Die Frau des Profis (The Slugger's Wife)
- 1988: Das Nest – Brutstätte des Grauens (The Nest)
- 1989: Mindfield
- 1995: The Final Cut – Tödliches Risiko (The Final Cut)
- 1996: White Tiger
- 1998: PSI Factor – Es geschieht jeden Tag (PSI Factor – Chronicles of the Paranormal, Fernsehserie, 1 Folge)
- 1998: X-Factor: Das Unfassbare (Beyond Belief: Fact or Fiction, Fernsehserie, 2 Folgen)
- 2000: Relic Hunter – Die Schatzjägerin (Relic Hunter, Fernsehserie, 1 Folge)
- 1999: Rache nach Plan (Vengeance Unlimited, Fernsehserie, 1 Folge)
- 2006: The Perfect Marriage
- 2007: Die Feuerschlange (Fire Serpent)
- 2007: Framed for Murder
- 2014: Gnadenlose Rache (Relentless Justice)